# Fernand Picot
Pour les articles homonymes, voir Picot.
Fernand Picot, né le 10 mai 1930 à Pontivy et mort le 22 octobre 2017 à Noyal-Pontivy,, est un coureur cycliste français.
Professionnel de 1955 à 1965, il a remporté le Grand Prix de Plouay à deux reprises et a participé à huit Tours de France consécutifs.

## Palmarès
- 1952
  -  Champion de Bretagne du contre-la-montre par équipes[n 2]
- 1953
  -  Champion de Bretagne du contre-la-montre par équipes[n 3]
  - 5e et 6e étapes de la Route de France
- 1954
  - Circuit de l'Aulne
  - 11e étape de la Course de la Paix
- 1955
  - Tour de Champagne :
    - Classement général
    - 2e et 4e étapes

  - 2e de Paris-Bourges
  - 2e du Tour de l'Ouest
  - 2e de Paris-Camembert
  - 3e du Circuit du Morbihan
  - 3e des Boucles de la Seine
- 1956
  - 3e étape du Critérium du Dauphiné libéré
  - 3e du Critérium du Dauphiné libéré
- 1957
  - 3eb et 9e étapes du Critérium du Dauphiné libéré
- 1958
  - 6e étape de Paris-Nice
  - 2e du Grand Prix de Saint-Raphaël
  - 3e du Grand Prix de Plouay
- 1959
  - 2e étape du Grand Prix du Midi libre
  - 2e du Circuit des genêts verts
  - 2e du Critérium national
  - 3e du Circuit de l'Indre
- 1960
  - 3e du Grand Prix d'Antibes
- 1961
  - Gênes-Nice
  - Grand Prix de Plouay
  - Mi-août bretonne
  - Classement par points du Critérium du Dauphiné libéré
  - 2e du Circuit des genêts verts
  - 2e du Grand Prix de Nice
- 1962
  - 3e du Grand Prix de Cannes
- 1963
  - Grand Prix de Plouay
  - Cyclo-cross du Mingant
- 1964
  - Cyclo-cross du Mingant

## Résultats sur les grands tours

### Tour de France
8 participations
- 1955 : abandon (9e étape)
- 1956 : 18e
- 1957 : 13e
- 1958 : 49e
- 1959 : 44e
- 1960 : 46e
- 1961 : 27e
- 1962 : 55e

### Tour d'Italie
- 1958 : abandon